# Adalbert Deșu
Adalbert Deșu (ungarisch: Béla Dezső; * 24. März 1909 in Gătaia, Österreich-Ungarn; † 6. Juni 1937 in Timișoara) war ein rumänischer Fußballspieler. Er nahm an der ersten Ausgabe der Fußball-Weltmeisterschaft 1930 in Uruguay teil.

## Karriere
Deșu, der ungarischer Abstammung war, begann in seiner Heimatstadt Gătaia mit dem Fußballspielen. 1928 schloss er sich UDR Reșița an. 
In den Jahren 1929 und 1930 bestritt Deșu insgesamt sechs Länderspiele für die rumänische Nationalmannschaft, in denen er drei Tore erzielte. Sein Debüt gab er am 15. September 1929 in einem Freundschaftsspiel gegen Bulgarien. In diesem Spiel erzielte er auch seinen ersten Treffer. Er wurde in zwei Spielen des Balkan-Cups eingesetzt, den Rumänien 1931 gewann. Bei der ersten Fußball-Weltmeisterschaft 1930 in Uruguay stand er im rumänischen Aufgebot. Im Spiel gegen Peru erzielte er nach 50 Sekunden das erste rumänische Tor bei einer Weltmeisterschaft. Dieser Treffer ist bis heute (2021) der achtschnellste in der WM-Geschichte.
Nach der WM 1930 wechselte er zu Banatul Timișoara, musste dort aber 1933 seine Spielerkarriere aus gesundheitlichen Gründen beenden. Er starb 1937 im Alter von 28 Jahren an einer Lungenentzündung.

## Erfolge
- Balkan-Cup: 1929/31